# San Giovanni d'Asso
San Giovanni d'Asso is een gemeente in de Italiaanse provincie Siena (regio Toscane) en telt 920 inwoners (31-12-2004). De oppervlakte bedraagt 66,4 km², de bevolkingsdichtheid is 14 inwoners per km². In de gemeente ligt een deel van de Crete Senesi.
De volgende frazioni maken deel uit van de gemeente: Montisi.

## Demografie
San Giovanni d'Asso telt ongeveer 419 huishoudens. Het aantal inwoners daalde in de periode 1991-2001 met 3,7% volgens cijfers uit de tienjaarlijkse volkstellingen van ISTAT.
| Jaar | Inwoneraantal |
| ---- | ------------- |
| 1991 | 938           |
| 2001 | 903           |

## Geografie
De gemeente ligt op ongeveer 310 m boven zeeniveau.
San Giovanni d'Asso grenst aan de volgende gemeenten: Asciano, Buonconvento, Montalcino, Pienza, San Quirico d'Orcia, Trequanda.